# Крейсер-розвідник

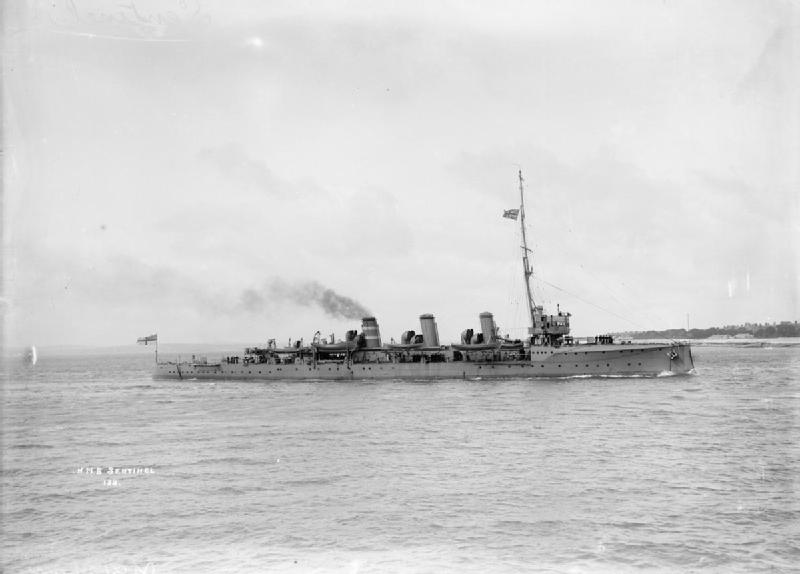
«Сентінел», перший крейсер-розвідник

Крейсер-розвідник був типом військового корабля початку 20 століття, який був меншим, швидшим, легше озброєним і броньованим, ніж захищені крейсери або легкі крейсери, але більшим за сучасні йому ескадрені міноносці. Крейсер-розвідник призначався для виявлення противника та дій як лідер ескадренних міноносців, зазвичай був озброєний шістьма-десятьма гарматами, якими озброювалися есмінці, калібру від 3 дюймів (76 мм) до 4,7 дюймів (120 мм), а також від двох до чотирьох торпедних апаратів.
Британці були першими, хто почав використовувати крейсери-розвідники, коли Королівський флот придбав 15 кораблів, розділених на дві окремі групи: вісім крейсерів,замовлених згідно з Програмою 1903 року, і сім пізніших кораблів із більш важким озброєнням, замовлених відповідно до Програм 1907–1910 років. Усі ці кораблі брали участь у Першій світовій війні, коли поява кращих машин та більших, швидших есмінців і легких крейсерів на той час зробило їх застарілими.
Іншим великим оператором крейсерів-розвідників було Королівство Італія. Оскільки між 1900 і 1928 роками не планувалося будувати звичайні захищені крейсери або легкі крейсери, Королівський флот Італії (італ. Regia Marina) натомість використовував кілька крейсерів-розвідників (esploratori) з 1912 року. Їх розміри коливалися від по суті збільшених есмінців до помітно більших легких кораблів, схожих на звичайні крейсери. Італійські крейсерів-розвідників також могли використовуватись як швидкісні мінні загороджувачі. Пізніші esploratori, такі як тип «Леоне», мали надзвичайно потужне озброєння для своїх скромних розмірів, здатне перевершити будь-який есмінець початку 1920-х років. Однак до 1938 року вцілілі кораблі відповідного класу були перекваліфіковані в есмінці.